# Colin Humphreys
Colin John Humphreys, (né le 24 mai 1941) est un physicien britannique et apologiste chrétien. Il est professeur de science des matériaux à l'Université Queen Mary de Londres.
Il est l'ancien professeur Goldsmiths de science des matériaux à l'Université de Cambridge et professeur de physique expérimentale à la Royal Institution de Londres. Il est président de l'Institut des matériaux, des minéraux et des mines en 2002 et 2003. Ses recherches portent sur « tous les aspects de la microscopie et de l'analyse électroniques, les semi-conducteurs (en particulier le Nitrure de gallium), les matériaux aérospatiaux à ultra-haute température et les supraconducteurs ». Humphreys « étudie également la Bible lorsqu'il ne poursuit pas son travail quotidien de scientifique des matériaux ».

## Éducation
Humphreys fait ses études à la Luton Grammar School, à l'Imperial College de Londres (BSc) et au Churchill College de Cambridge où il obtient un doctorat en 1969. Il obtient une maîtrise ès arts du Jesus College d'Oxford.

## Carrière et recherche

### Semi-conducteurs
Humphreys est un spécialiste des matériaux qui a réalisé des travaux importants sur la microscopie électronique des matériaux semi-conducteurs. Ses recherches de pointe sur le nitrure de gallium (GaN) ont permis d'améliorer considérablement la compréhension de ce matériau important avec un large éventail d'applications technologiques.
En plus de son utilisation potentielle dans les transistors comme alternative de nouvelle génération au silicium, le GaN émet une lumière brillante qui en fait un produit idéal pour une utilisation dans les LED à économie d'énergie. Colin est le pionnier du développement de LED GaN-sur-silicium (ou « GaN-on-Si ») à faible coût et à haut rendement, qui sont désormais fabriquées sur la base de ses recherches brevetées.
Humphreys est membre de la Fondation John-Templeton et membre du Conseil consultatif de la Campagne pour la science et l'ingénierie.

### Études bibliques

#### Date du dernier repas
En 2011, Humphreys affirme dans son livre The Mystery of the Last Supper que la Cène a eu lieu le mercredi (mercredi saint), pas comme on le pense traditionnellement le jeudi (jeudi saint), et que les décalages horaires apparents (15 ou 14 Nisan) entre les évangiles de Matthieu, Marc et Luc contre Jean sont enracinés dans l'utilisation de différents calendriers par les écrivains. Marc, Matthieu et Luc semblent utiliser un calendrier juif plus ancien de style égyptien (encore utilisé aujourd'hui par les Samaritains), tandis que Jean semble faire référence au calendrier juif plus récent de style babylonien (toujours utilisé par les Juifs modernes). La Cène ayant lieu mercredi laisserait plus de temps pour l'interrogatoire et la présentation à Pilate avant la crucifixion du vendredi que ce qui est indiqué dans la vision traditionnelle. Humphreys propose que la date réelle de la Dernière Cène soit le 1er avril 33.

#### Critique
Dans une critique du livre de Humphreys, le théologien William R. Telford souligne que les parties non astronomiques de son argument sont basées sur l'hypothèse que les chronologies décrites dans le Nouveau Testament sont historiques et basées sur des témoignages oculaires, acceptant des déclarations telles que " trois Pâques différentes chez Jean" et la déclaration de Matthieu selon laquelle Jésus est mort à la neuvième heure. Ce faisant, dit Telford, Humphreys construit un argumentaire sur des prémisses mal fondées qui « font violence à la nature des textes bibliques, dont le mélange de faits et de fiction, de tradition et de rédaction, d'histoire et de mythe rend inadaptée l'application rigide de l'outil scientifique de l'astronomie à leurs données putatives.

#### Eclipse a fait "le soleil s'arrêter"
Dans un article de 2017 rédigé en collaboration avec Graeme Waddington, Humphreys propose une explication astronomique de l'histoire biblique du soleil immobile au-dessus de Gabaon pendant la bataille victorieuse des Israélites contre les Amorrites, à savoir une éclipse annulaire survenue le 30 octobre 1207 avant notre ère.

## Prix et distinctions
Humphreys est élu en 1996 en tant que membre de la Royal Academy of Engineering. Il remporte la médaille et le prix Kelvin de l'Institut de physique en 2000. Humphreys reçoit la médaille et le prix AA Griffith en 2001 et devient membre de l'Ordre de l'Empire britannique en 2003 pour services rendus à la science en tant que chercheur et communicateur. Il est fait chevalier lors des honneurs d'anniversaire de 2010 et en 2011, il est élu membre de la Royal Society. En 2015, il est élu membre honoraire de la Royal Microscopique Society,.